# Hestesko
 Denne artikel omhandler Hestesko. Opslagsordet har også en anden betydning, se Hestesko (Hippocrepis).
En hestesko er et U-formet stykke jern, stål, aluminium, gummi, plastic, råskind eller et laminat af disse, som er sømmet eller limet til en hests eller et andet trækdyrs hov som en sko. Nogle specialiserede sko er lavet af magnesium, titanium eller kobber. De forskellige materialer og former er udviklet for forskellige heste og dét arbejde, de udfører.
Hestesko bliver primært brugt for at mindske eller forhindre slid på dyrets hove. Men skoens vægt og udformning har også en vis indflydelse på gangarterne, hvilket udnyttes i konkurrencer.
Tidlige hestesko havde spigre eller udstående pigge i skoenes kanter for at give yderligere skridsikkerhed. Moderne hestesko er ofte udført med skruehuller til montering af pigge, også kaldet mordax-skruer. De forbedrer skridsikkerheden på især is og sne, men belaster leddene i hestens ben en del.
Hesteskoen ser ud til at været introduceret til den vestlige kultur af grækerne i 300-tallet. 
Hestesko brugt som talisman siges at bringe held. Hestesko bliver også brugt til at "kaste hestesko", et spil, hvor man kaster til måls.